# Изили
Ѝзили (на италиански: Isili; на сардински: Isiri, Изири) е малко градче и община в Южна Италия, провинция Южна Сардиния, автономен регион и остров Сардиния. Разположено е на 523 m надморска височина. Населението на общината е 2950 души (към 2010 г.).
До 2005 г. общината е част от провинция Нуоро.